# Bourg-en-Bresse
Bourg-en-Bresse là tỉnh lỵ của tỉnh Ain, thuộc vùng hành chính Rhône-Alpes của nước Pháp, có dân số là 41.300 người (thời điểm 2005).

## Kinh tế
Vào đầu thế kỷ 20, thành phố sản xuất đồ sắt, nước khoáng, mỡ động vật, xà phòng và đất nung. Nơi này cũng có những nhà máy bột mì và nhà máy bia. Các hoạt động buôn bán ngũ cốc, gia súc và gia cầm được phát triển đáng kể.

## Các thành phố kết nghĩa
- Bad Kreuznach, Đức
- Aylesbury, Anh
- San Severo, Ý
- Parma, Ý
- Namur, Bỉ
- Córdoba, Tây Ban Nha

## Những người con của thành phố
- Julien Benneteau, vận động viên quần vợt
- Paul Fromin, nhạc sĩ, nhà soạn nhạc
- Alain Giletti, vận động viên trượt băng nghệ thuật